# BR-377
La BR-377 es una carretera diagonal de Brasil que conecta Carazinho con el municipio de Quaraí (en el extremo sur del estado de Rio Grande do Sul, en la frontera con Uruguay).
La carretera atraviesa zonas de alta producción de arroz, soja, maíz y cría de ganado ovino y bovino , entre otros productos agrícolas de la región. 